# 知恩
知恩（?—?），新罗孝女，韓岐部百姓連權之女。
知恩性情至孝，年少喪父，獨自養母。三十二岁时，还没有嫁人，照顾母亲不離左右，没有赡养的经济来源，有时给人做工有时行乞，得到食物养母亲。时间长了不勝疲惫，就到富人家請求賣身爲婢，得到十餘石粮米。整天在富人家做工，晚上回家做饭赡养母亲。这样三四天，她母亲说：“原来吃得不好但是吃得香，现在吃得好，但是味道不如原来，就像刀刃刺心肝一样，为什么呢？”知恩以實情相告之。母亲说：”因为我的原因让你爲婢，不如快点死。” 于是放聲大哭，知恩也哭了，哀痛之态让行路之人感动。当時金孝宗出遊，見到了，回去請示父母，将自己家中一百石粟、衣物给她，给钱与買主让知恩從良。金孝宗的郎徒幾千人，每人出粟一石相贈。真聖女王听说了，也賜租五百石，家宅一所，免除征役。以恐怕她的粟米有人偷窃，命相关部门派兵看守。標榜她住的里坊为孝養坊，把知恩孝顺的名声上表直达中国唐朝。